# 侯隽人

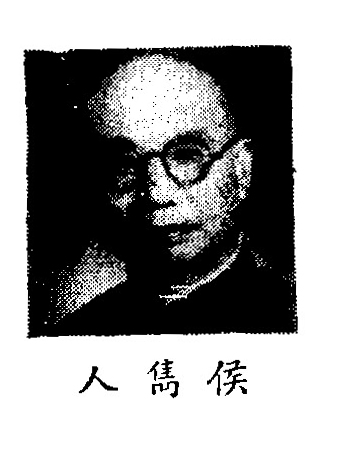

侯雋人，字積嵐，（1892年12月23日—1966年4月21日），上海縣諸翟鎮人，中華民國上海地區政治人物，制憲國民大會代表。

## 生平
- 上海正風文學院畢業[3]
- 曾任諸翟鎭保衛團團總[4]
- 曾任上海市社會局專員[3]
- 於抗日戰爭期間，擔任中國國民黨上海市黨部第六區黨部書記[5]，在日佔區從事對日工作，獲得「抗戰勝利獎章」[6]
- 抗戰勝利後，擔任江寧區 (上海市)第一任區長[7](1945年12月—1947年3月)
- 作為上海市職業團體代表出席制憲國民大會[2](1946年4月20日)
- 上海市參議會參議員 [8][9][10](1946年8月—1949年5月)
- 於1966年4月21日卒於台灣省高雄市